# Poslední semestr (film)
Poslední semestr (v originále anglicky: The Professor, alternativně: Richard Says Goodbye) je americký komediálně-dramatický film z roku 2018, který napsal a režíroval Wayne Roberts. Hlavní roli si zahrál Johnny Depp coby Richard Brown, umírající profesor vyučující na univerzitě. Světovou premiéru měl film na filmovém festivalu v Curychu 5. října 2018.

## Obsazení
- Johnny Depp jako Richard Brown
- Rosemarie DeWitt jako Veronica Sinclair-Brown
- Odessa Young jako Olivia Brown
- Danny Huston jako Peter Matthew
- Zoey Deutch jako Claire
- Devon Terrell jako Danny Albright
- Ron Livingston jako Henry Wright
- Siobhan Fallon Hogan jako Donna
- Linda Emond jako Barbara Matthew
- Kaitlyn Bernard jako Taylor
- Michael Kopsa jako Richardův doktor